# Harry Lawson (friidrottare)
Harry Lawson, född 11 maj 1881, död 17 oktober 1955, var en friidrottare från Kanada. Han deltog vid olympiska sommarspelen 1908.